# Judith Corominas
Judith Corominas es una exdefensa de fútbol internacional española que jugó en el FC Barcelona.

## Carrera internacional
Corominas también formó parte de la selección española en el Campeonato de Europa de 1997 que llegó a semifinales.

## Honores
Barcelona
- Copa de la Reina: 1994